# سیمون میدلتون
سیمون میدلتون (انگلیسی: Simon Middleton؛ زادهٔ ۲ فوریهٔ ۱۹۶۶) بازیکن سابق اتحادیه راگبی و فوتبالیست حرفه‌ای لیگ راگبی انگلیسی است که در دهه‌های ۱۹۸۰ و ۱۹۹۰ بازی می‌کرد و سرمربی فعلی تیم اتحادیه راگبی زنان انگلیس است.